# Liste von Burgen und Schlössern in der Freien Hansestadt Bremen
Auf dem Gebiet des heutigen deutschen Landes Freie Hansestadt Bremen befinden sich mehrere Schlösser und Burgen. Diese zum Teil auf eine jahrhundertelange Geschichte zurückblickenden Bauten waren Schauplatz historischer Ereignisse, Wirkungsstätte bekannter Persönlichkeiten. Sie sind häufig noch heute eindrucksvolle Gebäude. 
Nicht aufgeführt sind Zier- und Nachbauten, die nie als Wohngebäude oder zur Verteidigung genutzt wurden. 

## Schloss und Burgen
| Name               | Ort / Lage             | Typ     | Bemerkungen | Bild |
| ------------------ | ---------------------- | ------- | --- | ---- |
| Burg Blomendal     | Bremen-Blumenthal Lage | Burg    | Im 13. Jahrhundert erbauten die Ritter von Oumünde eine Wasserburg. Die Burg wurde 1305 im Zuge der Bremer Ratsfehde zerstört. Im Jahre 1354 wurde die zweite Burg gebaut. |      |
| Schloss Schönebeck | Bremen-Vegesack Lage   | Schloss | |      |
| Wätjens Schloss    | Bremen-Blumenthal Lage | Schloss | |      |